# East Woody Island
East Woody Island är en ö i Australien. Den ligger i territoriet Northern Territory, omkring 650 kilometer öster om territoriets huvudstad Darwin.
Savannklimat råder i trakten. Genomsnittlig årsnederbörd är 1 218 millimeter. Den regnigaste månaden är mars, med i genomsnitt 315 mm nederbörd, och den torraste är september, med 3 mm nederbörd.